# 假蓝叶藤
假蓝叶藤（学名：Marsdenia pseudotinctoria）为夹竹桃科牛奶菜属的植物，为中国的特有植物。分布在中国大陆的广西等地，生长于海拔770米的地区，多生在山地上，目前尚未由人工引种栽培。